# Deutsches Meisterschaftsrudern 1934
Das 47. Deutsche Meisterschaftsrudern wurde 1934 in Mainz ausgetragen. Wie im Vorjahr wurden Medaillen in sechs Bootsklassen vergeben.

## Medaillengewinner
| Bootsklasse            | Gold | Silber | Bronze |
| ---------------------- | --- | --- | --- |
| Einer                  | Gustav Schäfer (Dresdner RV) | Joachim Pirsch (Berliner RV Allemannia) | Georg von Opel (RV Rüsselsheim) |
| Doppelzweier           | Frankfurter RC von 1882 Willibald Rosmann Heinz-Bruno Woellert                                                                                                 | RC Bamberg von 1884 Kurt Schmitt Hans Bayerwaltes | Frankfurter RG Germania 1869 Eduard Paul Theo Hüllinghoff |
| Zweier ohne Steuermann | RG Wiking Berlin Herbert Braun Hans Georg Möller | Kölner RV von 1877 Willi Botz Alfred Cellarius | Mannheimer RC von 1875 Willi Eichhorn Walter Zahn |
| Vierer ohne Steuermann | Würzburger RV von 1875 Rudolf Eckstein Anton Rom Martin Karl Wilhelm Menne                                                                                     | WSV Godesberg Heinrich Pfeifer Georg Arenz Hans Luplow Leonhard Arenz                                                                                   | Spindlersfelder RV Sturmvogel Hans Neumeyer Werner Prüwer Klaus Kettler Herbert Friedrich                                                                    |
| Vierer mit Steuermann  | Berliner RC Klaus Werner Joachim Spremberg Herbert Buhtz Ernst Heiserich Carlheinz Neumann (Stm.)                                                              | ETuF Essen Walter Gaul Helmut Kistenmacher Karl Seuser Werner Immand Arthur Borski (Stm.)                                                               | RV Friesen Berlin Alfred Birkigt Erich Gentz Gerhard Gustmann Herbert Adamski Werner Reiche (Stm.)                                                           |
| Achter                 | Berliner RK Hellas Helmut Neubauer Gerhard Bösel Paul Wandscheer Walter Pache Erwin Schulz Willi Laurisch Willi Tietz Friedrich Devantier Werner Klatte (Stm.) | Würzburger RV von 1875 Max Zippelius Hans Hegner Ludwig Heuler Adolf Wolz Martin Karl Anton Rom Rudolf Eckstein Wilhelm Menne Johann Pfadenhauer (Stm.) | Berliner RC Kurt Hofmann Wolfgang Esterer Hans Gottschalk Wilhelm Liepe Joachim Charlé Hans Eller Joachim Spremberg Ernst Heiserich Carlheinz Neumann (Stm.) |